# Régine Mfoumou-Arthur
Régine Mfoumou-Arthur est une autrice camerounaise née le 14 août 1972. Elle est autrice de quatre romans.

## Biographie
Régine Mfoumou-Arthur est docteur et traductrice en langue anglaise. Née au Cameroun, elle s'installe en France en 1985 et fait des études à l'Université Sorbonne-Nouvelle où elle obtient une Maîtrise de Civilisation Américaine. En 1997, elle s'oriente dans la recherche en littérature anglaise du XVIIIe siècle. Elle dirige l'association "Cheveux de Bois" qui oeuvre à mettre en lumière le travail d'Olaudah Equiano, esclave affranchi et écrivain africain de langue anglaise. Sa thèse de doctorat porte sur l'ancien esclave Olaudah Equiano. Son premier roman intitulé Olaudah Equiano ou Gustavus Vassa l'Africain: le passionnant récit de ma vie est publié le 1er décembre 2002 aux éditions L'Harmattan,,. Elle est la fondatrice de la maison d'édition Rhema. Elle intervient auprès de structures scolaires comme artiste et médiatrice culturelle.

## Publications
- Olaudah Equiano ou Gustavus Vassa l'africain, L'Harmattan, 322 pages, 2002
- L'Esclave Olaudah Equiano: Les Chemins de la liberté, L'Harmattan, 2006
- Pierre Mila Assoute: Le Caméléon, CCINA, 2006
- Descente aux enfers au pays des droits de l'Homme, 180 pages, Rhema, 2011